# Sportjahr 1892
Liste der Sportjahre

◄◄ | ◄ | 1888 | 1889 | 1890 | 1891 | Sportjahr 1892 | 1893 | 1894 | 1895 | 1896 | ► | ►►

Weitere Ereignisse

## Ereignisse

### American Football

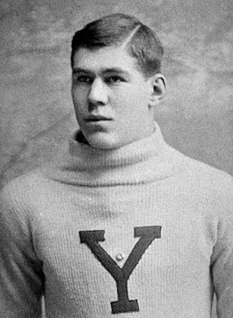
William Heffelfinger

- 18. November: William Heffelfinger ist der erste Spieler, der gegen Bezahlung eines Geldbetrages ein American-Football-Spiel bestreitet.

### Fußball
- 14. Februar/9. März: Der Bund Deutscher Fußballspieler löst sich nach zwei Jahren wieder auf. Der konkurrierende Deutsche Fußball- und Cricket Bund ist damit zu diesem Zeitpunkt der einzige Fußballverband in Deutschland.
- 20. März: Der FV Brandenburg 1892 wird gegründet.
- 3. Juni: Der im März in Liverpool als Abspaltung vom Everton F.C. entstandene Fußballclub wird als Liverpool F.C. registriert. John McKenna wird Manager des neuen Vereins.
- 8. Juni: Der Fußballverein Union 92 Berlin wird gegründet.
- 2. Juli: Der Berliner Thor und Fußball-Club Britannia 1892 wird gegründet.
- 25. Juli: In Berlin wird der Sportverein BFC Hertha 1892 gegründet.
- 20. August: Das Stadion Celtic Park in Glasgow wird eröffnet. Im Eröffnungsspiel besiegen die Fußballer von Celtic Glasgow den FC Renton mit 4:3.
- 9. Dezember: Der Fußballclub Newcastle East End benennt sich in Newcastle United um.
- In England wird formal die Verschmelzung der Football Alliance mit The Football League beschlossen. Daraus entstehen die Football League First Division und die Football League Second Division, die zum größten Teil aus Mannschaften der früheren Football Alliance besteht.
- Der FC Pro Vercelli wird als einer der ersten italienischen Fußballvereine gegründet.

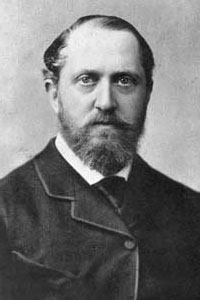
Frederick Arthur Stanley, 16. Earl of Derby

### Radsport
- April: Das Rennen Lüttich–Bastogne–Lüttich wird erstmals ausgetragen. Es ist damit das älteste noch ausgetragene Eintagesrennen und wird zu den fünf sogenannten Monumenten des Radsports gezählt.
- Die International Cyclists' Association wird gegründet.

### Schach
- 1. Januar bis 28. Februar: Bei der Schachweltmeisterschaft 1892 verteidigt Weltmeister Wilhelm Steinitz seinen Titel erfolgreich gegen Michail Tschigorin.
- Siegbert Tarrasch wendet bei einem Schachturnier in Dresden gegen Georg Marco erstmals die sogenannte Tarrasch-Falle in der Spanischen Partie an.

### Wintersport
- 24. Januar: Der Österreicher Eduard Engelmann junior wird Sieger der Eiskunstlauf-Europameisterschaft 1892.
- 31. Januar: In Oslo findet am Holmenkollen der erste Skisprungwettbewerb statt. Der Norweger Arne Ustvedt siegt mit einem Sprung von 21,5 Metern.
- 18. März: Frederick Arthur Stanley, 16. Earl of Derby, Generalgouverneur von Kanada, stiftet den Stanley Cup im Eishockey.
- Die Internationale Eislaufunion wird gegründet.

#### Eisschnelllauf-Rekorde
- 28. Februar: Einar Halvorsen, Norwegen, läuft die 500 Meter Eisschnelllauf in Hamar in 50,2 s

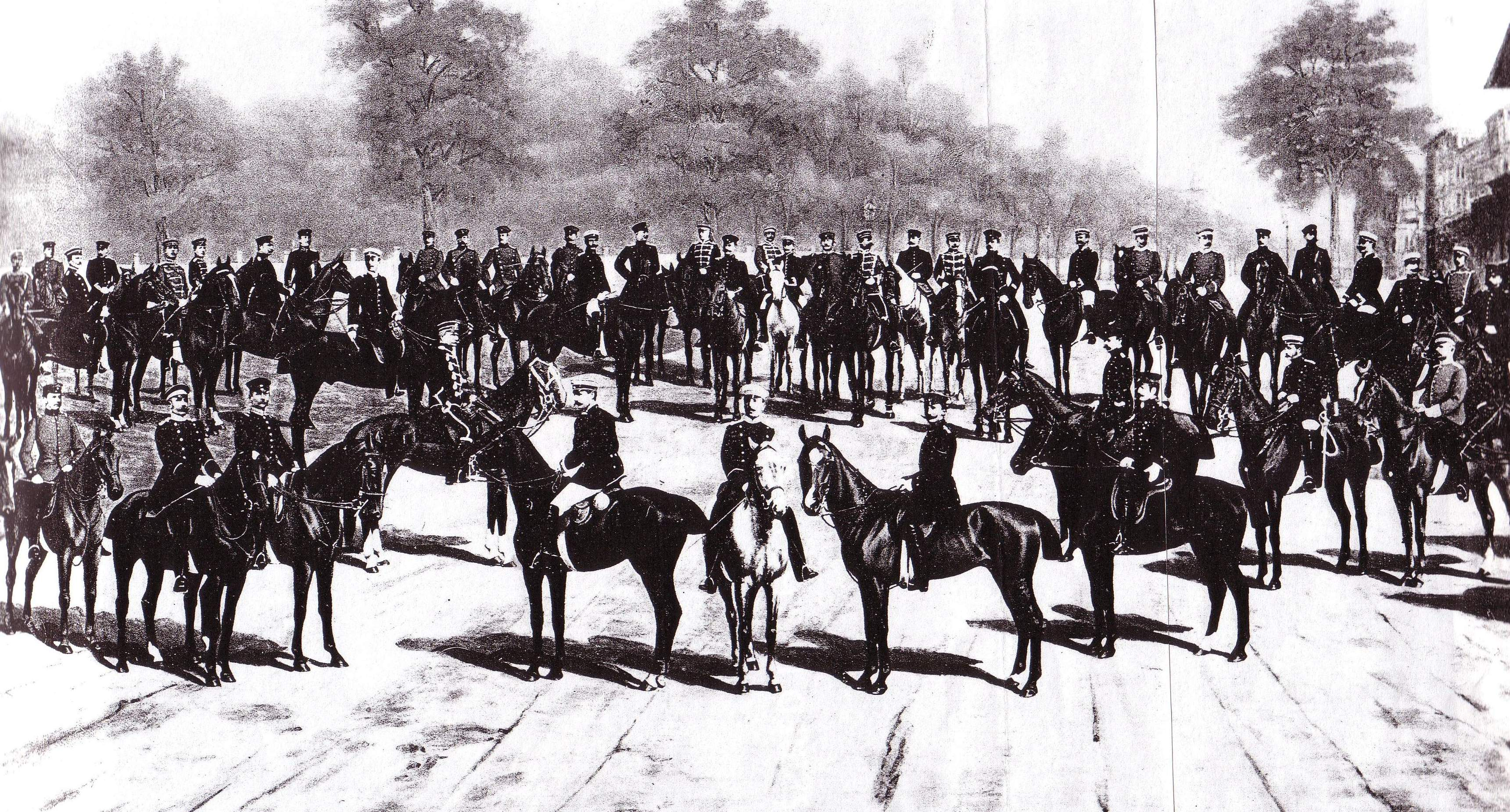
Teilnehmer des Distanzrittes Berlin–Wien 1892

- 28. Februar: Einar Halvorsen, Norwegen, läuft die 5000 Meter Eisschnelllauf in Hamar in 9:10,2 min

### Weitere Ereignisse
- 9. April: Oxford besiegt Cambridge im Boat Race in 19′01″.
- 7. September: Mit seinem Sieg gegen den regierenden Weltmeister John L. Sullivan wird der Außenseiter James J. Corbett Schwergewichtsweltmeister im Boxen.
- 1. Oktober: Der Distanzritt Berlin–Wien, Wien–Berlin 1892 beginnt. Der Sieger bewältigt die Strecke in 71 Stunden und 26 Minuten.

## Geboren

### Januar
- 02. Januar: Edoardo Agnelli, italienischer Industrieller und Präsident von Juventus Turin († 1935)
- 02. Januar: Kashio Seiichirō, japanischer Tennisspieler († 1962)
- 03. Januar: Zoltán Blum, ungarischer Fußballspieler und -trainer († 1959)
- 03. Januar: Reginald Potts, britischer Turner († 1968)
- 05. Januar: John Johnsen, norwegischer Schwimmer und Wasserballspieler († 1984)
- 06. Januar: Leonid Kubbel, russischer Schachspieler († 1942)
- 08. Januar: Rudolf Körner, deutscher Turner († 1978)
- 09. Januar: François Vyncke, belgischer Langstreckenläufer († unbekannt)
- 09. Januar: Paul Wartelle, französischer Turner († 1974)
- 11. Januar: Carlo Toniatti, italienischer Ruderer († 1968)
- 14. Januar: Paul Forell, deutscher Fußballspieler († 1959)
- 14. Januar: Mohammed Sleem, indischer Tennisspieler († unbekannt)
- 15. Januar: Hobey Baker, US-amerikanischer Eishockeyspieler († 1918)
- 16. Januar: Jean-Maurice Goossens, belgischer Eishockeyspieler († 1965)
- 18. Januar: Holger Baden, dänischer Langstreckenläufer († 1966)
- 21. Januar: John Johnstone, US-amerikanischer Hochspringer († 1969)
- 21. Januar: Arthur Vollstedt, deutscher Eisschnellläufer († 1969)
- 22. Januar: João Sassetti, portugiesischer Degenfechter († 1946)
- 24. Januar: Franz Aigner, österreichischer Gewichtheber († 1970)
- 24. Januar: Václav Vohralík, tschechoslowakischer Leichtathlet und Fußballtrainer († 1985)
- 25. Januar: Paulus af Uhr, schwedischer Leichtathlet († 1972)
- 25. Januar: Toni Bauhofer, deutscher Automobil- und Motorradrennfahrer († 1968)
- 28. Januar: Willy Rosenstein, deutscher Pilot, Kampfflieger und Automobilrennfahrer († 1949)
- 29. Januar: Clifford Gray, US-amerikanischer Bobsportler († 1969)
- 31. Januar: Heinrich Burkowitz, deutscher Sprinter († 1915)

### Februar
- 01. Februar: Sándor Ádám, ungarischer Schwimmer und Wasserballspieler († unbekannt)
- 01. Februar: Marcel Moens, belgischer Eisschnellläufer († unbekannt)
- 02. Februar: Sven Hanson, schwedischer Schwimmer († 1972)
- 03. Februar: Louis Dollé, französischer Automobilrennfahrer († 1968)
- 06. Februar: Ross Cuthbert, britischer Eishockeyspieler († 1971)
- 07. Februar: Guido Boni, italienischer Turner († 1956)
- 08. Februar: Frederic Conant, US-amerikanischer Segler († 1974)
- 08. Februar: Elizabeth Ryan, US-amerikanische Tennisspielerin († 1979)
- 09. Februar: Joseph Braunstein, österreichischer Musiker, Schriftsteller, Bergsteiger († 1996)
- 09. Februar: Aristodemo Santamaria, italienischer Fußballspieler († 1974)
- 10. Februar: Ilmari Pernaja, finnischer Turner († 1963)
- 10. Februar: Christian Staib, norwegischer Segler († 1956)
- 11. Februar: Max Alfthan, finnischer Segler († 1960)
- 12. Februar: Gaston Giran, französischer Ruderer († 1944)
- 13. Februar: Benjamin Howard Baker, britischer Leichtathlet und Fußballspieler († 1987)
- 15. Februar: Nickolas Muray, ungarisch-amerikanischer Säbelfechter und Fotograf († 1965)
- 17. Februar: Poul Preben Jørgensen, dänischer Turner († 1973)
- 19. Februar: Carroll Haff, US-amerikanischer Sprinter († 1947)
- 21. Februar: Franciszek Szymczyk, polnischer Radrennfahrer († 1976)
- 24. Februar: Maurice Bouton, französischer Ruderer († 1965)
- 24. Februar: Wladimir Stojtschew, bulgarischer Reiter und Sportfunktionär († 1990)
- 25. Februar: Charles Delelienne, belgischer Hockeytorhüter († 1984)
- 26. Februar: Helge Ekroth, schwedischer Fußballspieler († 1950)

### März
- 01. März: Karl-Axel Kullerstrand, schwedischer Leichtathlet († 1981)
- 02. März: Marcel Frébourg, französischer Ruderer († 1950)
- 02. März: Karl Zilgas, deutscher Fußball-Nationalspieler († 1917)
- 04. März: Gunnar Asther, schwedischer Segler († 1974)
- 05. März: Julio Sieburger, argentinischer Segler († unbekannt)
- 07. März: Lucien Lebaillif, französischer Schwimmer († 1977)
- 08. März: Edmond Vanwaes, belgischer Ruderer († 1944)
- 09. März: Paul Suter, Schweizer Radrennfahrer († 1966)
- 14. März: Afrânio da Costa, brasilianischer Sportschütze († 1979)
- 14. März: Winfred Rolker, US-amerikanischer Leichtathlet († 1978)
- 17. März: Max Vetter, deutscher Ruderer († 1917)
- 19. März: David Theander, schwedischer Schwimmer († 1985)
- 20. März: Vincenzo Cuccia, italienischer Fechter († 1979)
- 22. März: Rudolf Baier, deutscher Radrennfahrer († 1945)
- 22. März: Bill Fritz, US-amerikanischer Stabhochspringer († 1941)
- 26. März: Conrad Stein, deutscher Ringer († 1960)
- 28. März: Gustave Ganay, französischer Radrennfahrer († 1926)
- 31. März: Primo Magnani, italienischer Radrennfahrer († 1969)

### April
- 02. April: Raymond Bonney, US-amerikanischer Eishockeytorhüter († 1964)
- 03. April: Emile Aerts, belgischer Radrennfahrer († 1953)
- 07. April: Julius Hirsch, deutscher Fußballspieler und NS-Opfer († 1943)
- 08. April: Alfred Bruyenne, französischer Turner († 1962)
- 10. April: Cyril Seedhouse, britischer Sprinter († 1966)
- 11. April: Isacco Mariani, italienischer Motorradrennfahrer († 1925)
- 11. April: Jan Vaník, österreichischer und tschechoslowakischer Fußballspieler († 1950)
- 14. April: Giorgio Cesana, italienischer Ruderer († 1967)
- 16. April: Rudolf Rauch, österreichischer Leichtathlet († 1964)
- 17. April: Jenő Hégner-Tóth, ungarischer Schwimmer und Wasserballspieler († 1915)
- 18. April: Georges Perrin, französischer Radrennfahrer († 1969)
- 19. April: Harry Sørensen, dänischer Turner († 1963)
- 21. April: Freddie Dixon, britischer Motorrad- und Automobilrennfahrer († 1956)
- 24. April: Luigi Costigliolo, italienischer Turner († 1939)
- 25. April: James Henigan, US-amerikanischer Leichtathlet († 1950)
- 26. April: Karl Franz, deutscher Fußballspieler († 1914)
- 26. April: Johannes Pedersen, dänischer Turner († 1982)
- 27. April: Bjarne Johnsen, norwegischer Turner († 1984)
- 29. April: Henri Bard, französischer Fußballspieler († 1951)

### Mai
- 01. Mai: Pierre Chayriguès, französischer Fußballtorhüter († 1965)
- 03. Mai: Blaine Sexton, britischer Eishockeyspieler († 1966)
- 04. Mai: Trygve Kristoffersen, norwegischer Turner († 1986)
- 06. Mai: Ernst Eikhof, deutscher Fußballnationalspieler († 1978)
- 08. Mai: Joseph Pearman, US-amerikanischer Leichtathlet († 1961)
- 09. Mai: Jan De Bie, belgischer Fußballtorhüter († 1961)
- 12. Mai: Torleif Torkildsen, norwegischer Turner und Tennisspieler († 1944)
- 14. Mai: Kaarlo Edvin Mäkinen, finnischer Ringer und Olympiasieger († 1980)
- 16. Mai: Richard Byrd, US-amerikanischer Leichtathlet († 1958)
- 17. Mai: Jessie Kite, britische Turnerin († 1958)
- 17. Mai: Alfonso Orlando, italienischer Langstreckenläufer († 1969)
- 18. Mai: Heinrich Amsinck, deutscher Polospieler († 1968)
- 19. Mai: Wilhelm Lützow, deutscher Schwimmer († 1915)
- 19. Mai: Christian Werner, deutscher Automobilrennfahrer († 1932)
- 23. Mai: Hans Dülfer, deutscher Bergsteiger († 1915)
- 23. Mai: Pichichi, spanischer Fußballspieler († 1922)
- 24. Mai: Ewart Horsfall, britischer Ruderer († 1974)
- 24. Mai: Olaf Ingebretsen, norwegischer Turner († 1971)
- 27. Mai: Eberhard Sorge, deutscher Turner († 1918)
- 29. Mai: Mario Massa, italienischer Schwimmer († 1956)
- 30. Mai: Kaarlo Vähämäki, finnischer Turner († 1984)
- 31. Mai:  Jan van der Wiel, niederländischer Fechter († 1962)

### Juni
- 01. Juni: Harry Mallin, britischer Boxer († 1969)
- 01. Juni: Frederick Pitman, britischer Ruderer († 1963)
- 05. Juni: Jaan Kikas, estnischer Gewichtheber († 1944)
- 06. Juni: Kurt Bretting, deutscher Schwimmer († 1918)
- 07. Juni: Herbert Taylor, US-amerikanischer Schwimmer und Wasserballspieler († 1965)
- 08. Juni: Giuseppe Campari, italienischer Automobilrennfahrer († 1933)
- 09. Juni: Tibor Fazekas, ungarischer Wasserballspieler († 1982)
- 09. Juni: Marcel Morimont, belgischer Ruderer († unbekannt)
- 09. Juni: Willem van Rekum, niederländischer Tauzieher († 1961)
- 10. Juni: Henry Macintosh, britischer Leichtathlet († 1918)
- 15. Juni: Karl Hack, österreichischer Leichtathlet († 1954)
- 18. Juni: Regina Kari, finnische Schwimmerin († 1970)
- 22. Juni: Valerio Arri, italienischer Leichtathlet († 1970)
- 22. Juni: Inge Lindholm, schwedischer Leichtathlet († 1932)
- 23. Juni: Abel Kiviat, US-amerikanischer Mittelstreckenläufer († 1991)
- 24. Juni: Agostino Lanfranchi, italienischer Skeletonpilot und Bobfahrer († 1963)
- 30. Juni: Carl-Olof Nylén, schwedischer Tennisspieler († 1978)
- 30. Juni: Armand Swartenbroeks, belgischer Fußballspieler († 1980)

### Juli
- 01. Juli: Albert Durant, belgischer Wasserballspieler († 1958)
- 02. Juli: Anders Larsson, schwedischer Ringer († 1945)
- 07. Juli: Menotti Jakobsson, schwedischer Skispringer und Nordischer Kombinierer († 1970)
- 09. Juli: Erik Herseth, norwegischer Segler († 1993)
- 10. Juli: August Güttinger, Schweizer Turner († 1970)
- 11. Juli: Nico Bouvy, niederländischer Fußballspieler († 1957)
- 13. Juli: Jonni Myyrä, finnischer Speerwerfer († 1955)
- 14. Juli: Erik Sætter-Lassen, dänischer Sportschütze († 1966)
- 15. Juli: Elard Dauelsberg, deutscher Hockeyspieler († unbekannt)
- 15. Juli: Philipp Ehrenreich, österreichischer Leichtathlet († unbekannt)
- 15. Juli: Georges Van Den Bossche, belgischer Ruderer († 1966)
- 18. Juli: Arthur Friedenreich, brasilianischer Fußballspieler († 1969)
- 18. Juli: John Jansson, schwedischer Wasserspringer († 1943)
- 23. Juli: Erik Adlerz, schwedischer Wasserspringer († 1975)
- 25. Juli: Otto Aust, schwedischer Segler († 1943)
- 27. Juli: Viktor Franzl, österreichischer Leichtathlet († unbekannt)
- 28. Juli: Philippe Cattiau, französischer Fechter († 1962)
- 29. Juli: Aagot Norman, norwegische Schwimmerin († 1979)

### August
- 05. August: Marius Hiller, deutsch-argentinischer Fußballspieler († 1964)
- 05. August: Frithjof Sælen, norwegischer Turner († 1975)
- 07. August: Erling Vinne, norwegischer Dreispringer († 1963)
- 07. August: Lajos Wick, ungarischer Ruderer und Rudertrainer († 1959)
- 11. August: Gerrit Bouwmeester, niederländischer Fußballspieler († 1961)
- 15. August: Gösta Lundquist, schwedischer Segler († 1944)
- 17. August: István Lichteneckert, ungarischer Fechter (* 1929)
- 19. August: Otto Fahr, deutscher Schwimmer († 1969)
- 31. August: Georges Fleurix, belgischer Wasserballspieler († unbekannt)

### September
- 01. September: Adolf van der Voort van Zijp, niederländischer Vielseitigkeitsreiter († 1978)
- 04. September: Franz Sedlacek, österreichischer Fußballspieler und -trainer († 1933)
- 06. September: Max Woosnam, britischer Sportler († 1965)
- 07. September: Georg Mickler, deutscher Leichtathlet und Olympiateilnehmer († 1915)
- 07. September: Léonard Nuytens, belgischer Ruderer († 1962)
- 08. September: Robert Lestienne, französischer Automobilrennfahrer († 1944)
- 9. September: Nils Westermark, schwedischer Segler († 1980)
- 10. September: János Balogh, ungarischer Fernschachspieler († 1980)
- 11. September: Lucien Buysse, belgischer Radrennfahrer († 1980)
- 11. September: Karel Struijs, niederländischer Wasserballspieler († 1974)
- 12. September: Vahram Papazyan, osmanischer Leichtathlet und Olympionike († 1986)
- 13. September: András Baronyi, ungarischer Schwimmer und Leichtathlet († 1944)
- 15. September: Lily Beaurepaire, australische Schwimmerin († 1979)
- 23. September: Ture Person, schwedischer Sprinter († 1956)
- 26. September: William Longworth, australischer Schwimmer († 1969)
- 26. September: Ragnar Wicksell, schwedischer Fußballspieler († 1974)
- 30. September: Adolph Wold, norwegischer Fußballspieler († 1976)

### Oktober
- 04. Oktober: Edward Roberts, US-amerikanischer Leichtathlet († 1956)
- 04. Oktober: Luis Trenker, Tiroler Bergsteiger, Schauspieler und Schriftsteller († 1990)
- 11. Oktober: Karl Hähnel, deutscher Leichtathlet und Olympiateilnehmer († 1966)
- 11. Oktober: Luigi Maiocco, italienischer Turner († 1965)
- 14. Oktober: Piet Bouman, niederländischer Fußballspieler († 1980)
- 15. Oktober: Hans Luber, deutscher Wasserspringer († 1940)
- 15. Oktober: József Nagy, ungarischer Fußballspieler und -trainer († 1963)
- 15. Oktober: Alberts Rumba, lettischer Eisschnellläufer und Sportfunktionär († 1962)
- 17. Oktober: Duncan McPhee, britischer Leichtathlet († 1950)
- 19. Oktober: Viktor Fischer, österreichischer Ringer († 1977)
- 21. Oktober: Otto Nerz, deutscher Fußballspieler und erster Reichstrainer des DFB († 1949)
- 26. Oktober: Jan Łazarski, polnischer Radrennfahrer († 1968)
- 31. Oktober: Alexander Alexandrowitsch Aljechin, russischer Schachspieler und 4. Schachweltmeister († 1946)

### November
- 01. November: Hjalmar Johansen, dänischer Turner († 1979)
- 03. November: Jur Haak, niederländischer Fußballspieler († 1945)
- 03. November: Lindley Murray, US-amerikanischer Tennisspieler († 1970)
- 04. November: Konrad Huber, finnischer Sportschütze († 1960)
- 10. November: Knud Kirkeløkke, dänischer Turner († 1976)
- 11. November: Gaston Heuet, französischer Langstreckenläufer († 1979)
- 13. November: Jean Gutweninger, Schweizer Turner († 1979)
- 15. November: Clarence Horning, US-amerikanischer American-Football-Spieler († 1982)
- 16. November: Eugène Cordonnier, französischer Turner († 1967)
- 16. November: Tazio Nuvolari, italienischer Motorrad- und Automobilrennfahrer († 1953)
- 22. November: Ermanno Aebi, schweizerisch-italienischer Fußballspieler († 1976)
- 23. November: Georg Brustad, norwegischer Turner († 1932)
- 25. November: Otto Harder, deutscher Fußballspieler († 1956)
- 25. November: Gustave Lauvaux, französischer Leichtathlet († 1970)
- 26. November: Joe Guyon, US-amerikanischer American-Football-Spieler († 1971)

### Dezember
- 01. Dezember: Walther Bathe, deutscher Schwimmer († 1959)
- 02. Dezember: Thorvald Eigenbrod, dänischer Hockeyspieler († 1977)
- 02. Dezember: Robert Pražák, tschechoslowakischer Turner († 1966)
- 04. Dezember: Carlyle Atkinson, britischer Schwimmer († 1968)
- 04. Dezember: Per Bertilsson, schwedischer Turner († 1972)
- 04. Dezember: Josef Wastl, österreichischer Schwimmer († 1968)
- 06. Dezember: Paul Rudolf, Schweizer Ruderer († 1956)
- 07. Dezember: Hugo Lundevall, schwedischer Schwimmer († 1949)
- 11. Dezember: Edil Rosenqvist, schwedischer Ringer († 1973)
- 14. Dezember: Frank Hegarty, britischer Leichtathlet († 1944)
- 27. Dezember: Lauritz Christiansen, dänischer Langstreckenläufer († 1976)
- 29. Dezember: Géza Nagy, ungarischer Schachspieler († 1953)

### Datum unbekannt
- Georgi Abadschiew, bulgarischer Radrennfahrer († unbekannt)
- Franz Bieber, deutscher Motorradrennfahrer, Motorsportfunktionär und Unternehmer († 1980)
- Achille Gavoglio, italienischer Wasserball- und Fußballspieler († unbekannt)
- Sammy Goosen, südafrikanischer Radrennfahrer († unbekannt)
- Attilio Marinoni, italienischer Automobilrennfahrer († 1940)
- Eloi Metullus, haitianischer Sportschütze († unbekannt)
- Oswald Miller, polnischer Radrennfahrer († unbekannt)
- Georgios Moraitinis, griechischer Sportschütze († unbekannt)
- Iason Sappas, griechischer Sportschütze († unbekannt)
- Atanasie Tănăsescu, rumänischer Rugbyspieler († unbekannt)
- Josef Wilhelm, Schweizer Turner († 1956)

## Gestorben
- 23. Februar: Friedrich Fedde, deutscher Turner und Turnpädagoge (* 1837)